# Rozenkransmadonna
De Rozenkransmadonna (Italiaans: Madonna del Rosario) is een schilderij van Caravaggio uit de periode 1604-05. Het maakt deel uit van de collectie van het Kunsthistorisches Museum in Wenen.

## Voorstelling
De Dominicaner monnik en theoloog Alanus de Rupe speelde een belangrijke rol in de verspreiding van het gebruik van de rozenkrans. In een van zijn werken schreef hij dat de heilige Dominicus, stichter van de Dominicaanse orde, de rozenkrans zou hebben ontvangen tijdens een Mariaverschijning in 1208 en deze vervolgens in zijn orde had geïntroduceerd. Volgens de legende gaf Maria de rozenkrans aan Dominicus als wapen in de strijd tegen de Katharen.
De gecanneleerde zuil en het rode gordijn dat zich over de gehele breedte van de afbeelding uitstrekt, geven de compositie een omlijsting. Maria troont boven vier staande mannen die het habijt van de domincanen dragen. De man aan de linkerkant is de stichter van de orde. De man in het midden rechts is de heilige Petrus van Verona, ter herkennen aan de bloedende wond op zijn hoofd. Drie mannen op blote voeten in doeken gekleed dringen vanaf de voorgrond naar voren, evenals een vrouw met een klein kind. Tussen hen, aan de linkerrand van het schilderij, knielt een voorname heer in zwarte kleding met een witte plooikraag. Deze man, waarschijnlijk de opdrachtgever, kijkt over zijn rechterschouder het schilderij uit en trekt zo de aandacht van de toeschouwer.
Jezus is afgebeeld terwijl hij op schoot staat, wat waarschijnlijk bedoeld is om zijn oorsprong uit de moederschoot te illustreren. Terwijl Maria Dominicus aanmoedigt om de rozenkransen uit te delen aan de armen, omhelst Jezus haar nek, pakt zijn uitpuilende buik in een kinderlijk gebaar vast en kijkt onschuldig naar de toeschouwer.

## Geschiedenis
De opdrachtgever van de Rozenkransmadonna is onbekend, evenals de Dominicaanse kerk of klooster waarvoor het schilderij bedoeld was. Sommige kenners twijfelden er zelfs aan of Caravaggio wel verantwoordelijk was voor het hele werk. De kwaliteit van delen ervan, zoals het gordijn, de Madonna zelf en het portret van de schenker, waren hiervoor de aanleiding. Uit technisch onderzoek kwam naar voren het schilderij zeker waarschijnlijk is gemaakt in de Romeinse tijd van de schilder, rond 1604-05. In het algemeen wordt aangenomen dat het hele doek van Caravaggio's hand is.
Het schilderij duikt voor het eerst op in schriftelijke bronnen in Napels. Van daaruit schreef de Brugse schilder Frans Pourbus op 25 september 1607 aan zijn meester, Vincenzo I Gonzaga, dat een rozenkransschilderij van Caravaggio voor 400 dukaten verkrijgbaar was. In dat jaar bevond Caravaggio zich ook in de stad, gevlucht uit Rome na de moord op Ranuccio Tomassoni. Toen de schilder op 14 juni 1607 Napels weer verliet, liet hij twee schilderijen achter, de Rozenkransmadonna en Judith onthoofde Holofernes, in het atelier dat werd gedeeld door de Vlaamse schilders Louis Finson en Abraham Vinck. Waarschijnlijk heeft Vinck de twee schilderijen meegenomen toen hij rond 1609 naar Amsterdam verhuisde. Finson verhuisde later ook naar Amsterdam. In het testament dat Finson op 19 september 1617 in Amsterdam maakte, liet hij zijn volledige aandeel in de twee Caravaggio-schilderijen na aan Vinck. 
Vinck stierf op zijn beurt in 1619 in Amsterdam en liet volgens zijn testament al zijn bezittingen na aan zijn weduwe. Zijn vrouw overleed twee jaar later en de erven verkochten de Rozenkransmadonna na 1619 voor 1.800 gulden aan een comité van Vlaamse schilders onder leiding van Peter Paul Rubens voor de Dominicaanse Sint-Pauluskerk in Antwerpen. Het schilderij arriveerde rond 1623 in Antwerpen en kreeg een ereplaats op het hoofdaltaar van de kerk. In 1786 claimde keizer Jozef II van Oostenrijk het schilderij van Caravaggio voor zijn kunstcollectie, nadat hij opdracht had gegeven tot de sluiting van alle kloosterorden in de Oostenrijkse Nederlanden. 

## Afbeeldingen

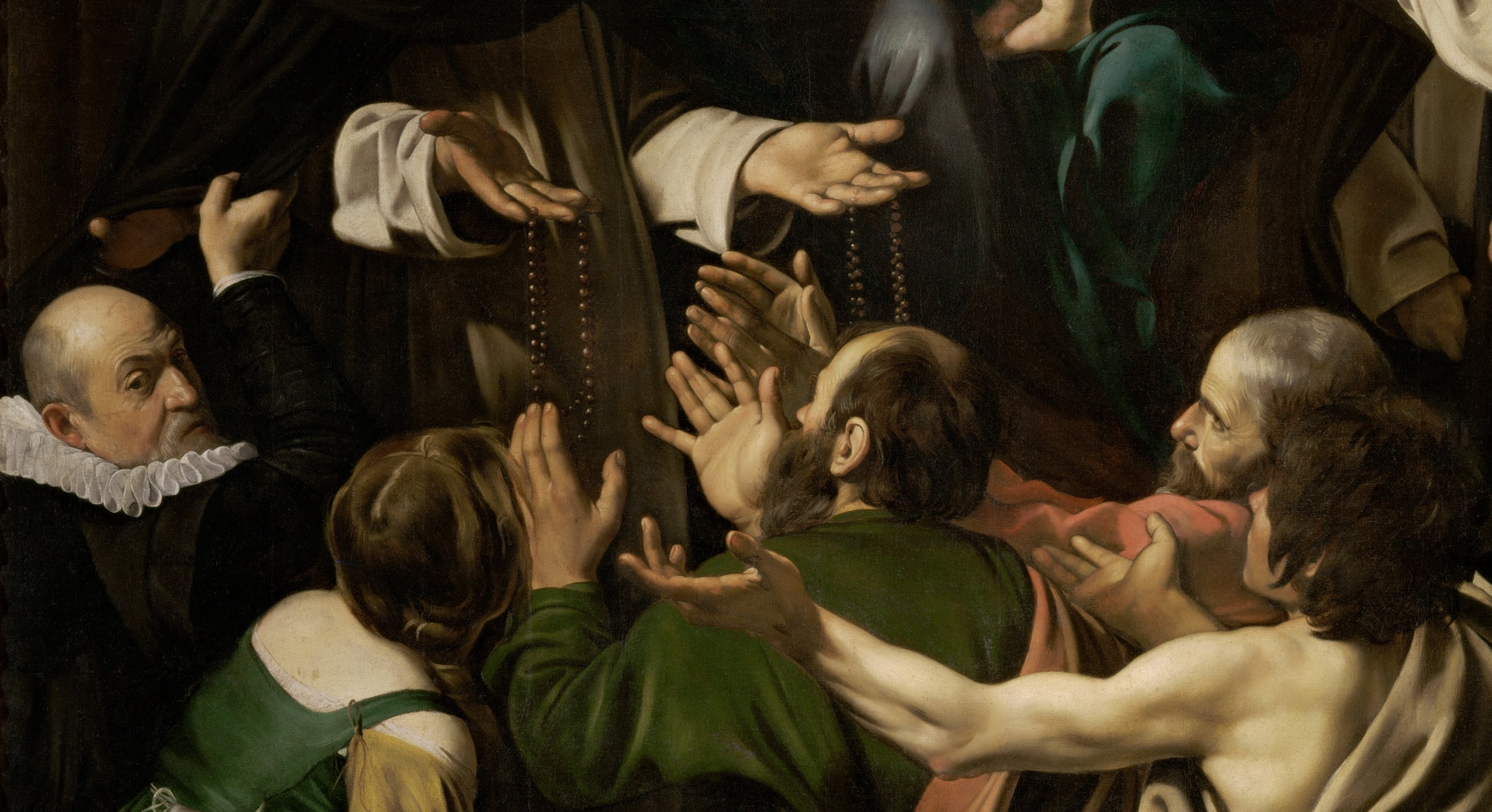
Detail
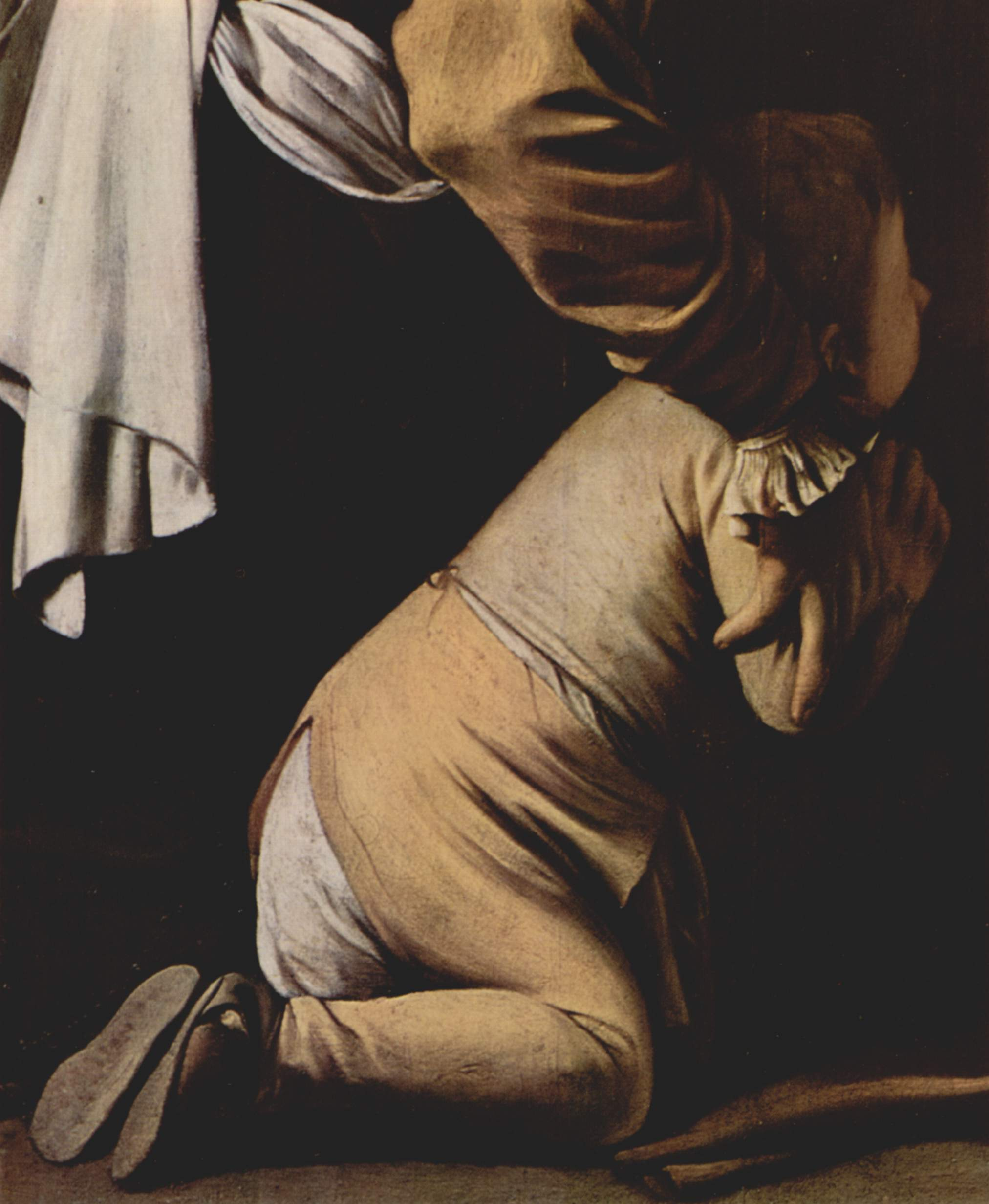
Detail
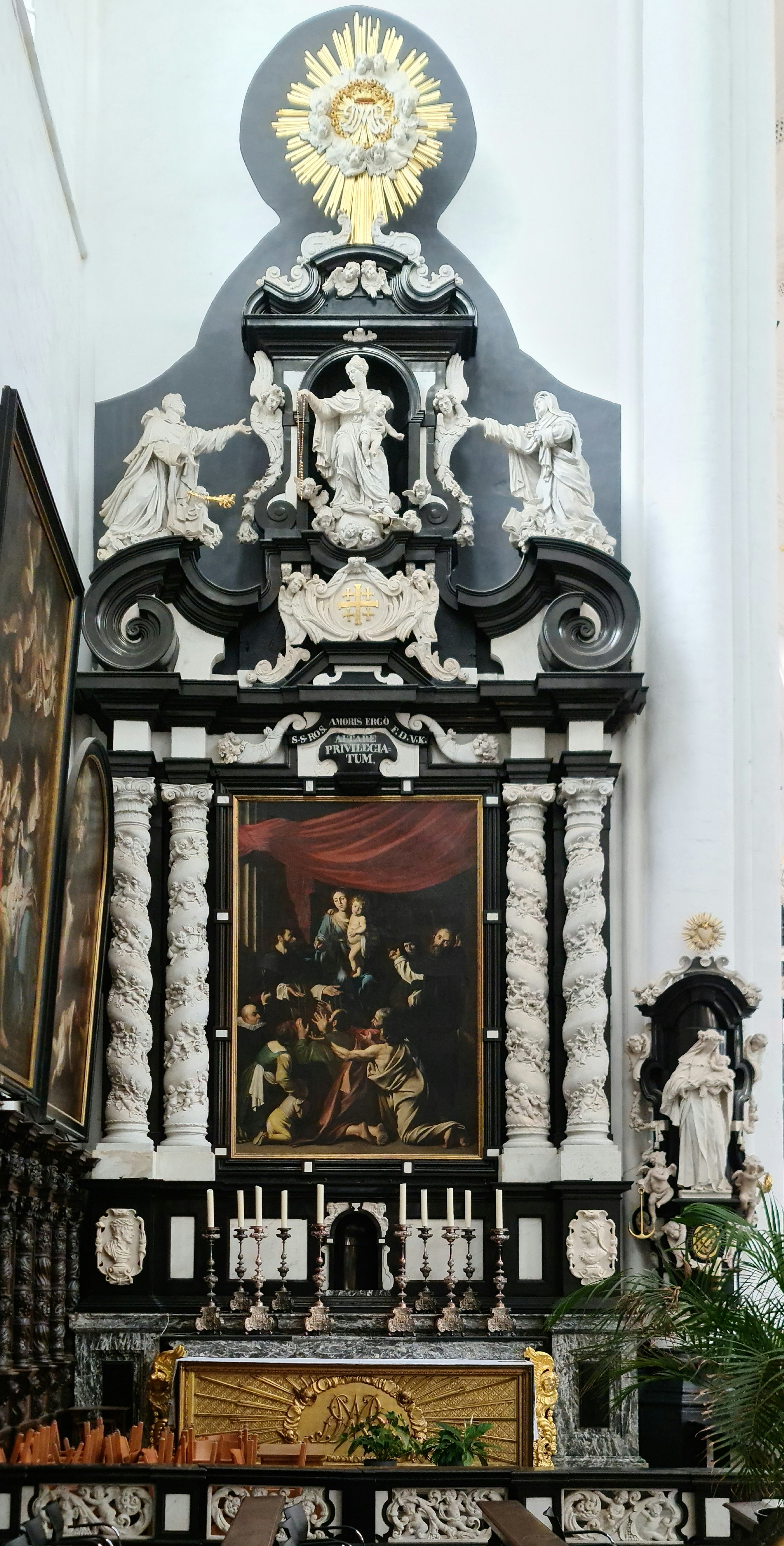
Een kopie van het schilderij in de Sint-Pauluskerk